# 格雷厄姆斯維爾 (紐約州)
格雷厄姆斯維爾（英語：Grahamsville）是位於美國紐約州沙利文縣的普查規定居民點。

## 人口
根據2020年美國人口普查的數據，格雷厄姆斯維爾的面積為3.80平方千米，皆為陸地。當地共有人口360人，而人口密度為每平方千米94.74人。